# Campeonato Mundial de Ciclismo em Estrada de 2014
{{Info/Competição esportiva
|nome          = Campeonato Mundial de Ciclismo em Estrada
|outros nomes  = Ponferrada 2014
|image         = Jersey rainbow.svg
|image_size    = 100 px
|caption     = O maillot arco-íris do campeão mundial
|tipo           = Ciclismo en estrada
|local   = Ponferrada
|país            =  Espanha
|categoria       = Elite e sub-23
|data           = 21 – 28 de setembro de 2014
|site oficial   =  http://www.mundialciclismoponferrada.com/home
|edição  = LXXXI
|anterior     = {{|ITAb}} Florência 2013
|atual = Ponferrada 2014
|seguinte   =   Richmond 2015
}}
O LXXXI Campeonato Mundial de Ciclismo em Estrada realizou-se em Ponferrada  (Espanha) entre o 21 e o 28 de setembro de 2014, com a organização da União Ciclista Internacional (UCI) e a Real Federação Espanhola de Ciclismo.
O campeonato constou de corridas nas especialidades de contrarrelógio e de estrada, nas divisões elite masculino, elite feminino e masculino sub-23; as provas de contrarrelógio disputaram-se individualmente e por equipas. Ao todo outorgaram-se oito títulos de campeão mundial. 
No marco deste campeonato também se disputou o Campeonato Mundial Junior para ciclistas menores de 19 anos.

## Percursos
Os percursos prévios foram apresentados em 2011. No circuito da prova "em linha" recortaram-se quase 2 km com respeito ao inicial previsto de 20 km, isso se, as cotas se mantiveram idênticas: Castillo dos Templarios: 0,24 km ao 7,1 %; alto de Montearenas: 5,1 km ao 3,5%; e alto de Compostilla 1,2 km ao 6 % (com trechos de 10%) este último a 4 km da chegada, acumulando 306 metros de desnível positivo a cada volta. A maior modificação teve lugar na prova contrarrelógio masculina em que estava previsto que tivesse 39 km com a ascensão a San Cristóbal de Valdueza: 9,5 km. ao 5,9%; e a parte final, com uns boxes antes de iniciar a ascensão para facilitar a mudança de bicicleta, que foram substituídos por um trecho "rompe-pernas" a mais de 15 km nas imediações de Compostilla e Montearenas com as cotas de N-VI (perto de Compostilla): 1,8 km ao 4,7%; alto de Montearenas 5,1 km ao 3,5%; e alto de Compostilla 1,2 km ao 6%; acumulando 458 m de desnível positivo nos 47 km de seu percurso.
Os organizadores também propuseram à UCI a utilização do alto de Lombillo de 2,1 km ao 9,38%, sem contar um trecho prévio de 14%, no circuito "em linha" incluindo também outras cotas como Campo da Cruz: 600 m ao 5%; alto de Molina 1,5 km ao 6%; e ponte sobre o rio Boeza: uns 500 m ao 10%; mas foi recusado dantes de ser apresentado oficialmente devido a sua alta dureza. Lombillo já foi utilizado pela primeira vez a nível profissional na 15ª etapa da Volta a Espanha 2008 não sendo pontuavél para o prêmio da montanha, conquanto já se tinha utilizado dantes na Volta a Leão, e ao não se suceder problemas de quedas ou usaram como argumento para o poder incluir no percurso do mundial ainda que fosse sozinho em alguma das voltas.

## Programa
O programa de competições foi o seguinte:
| Dia | Evento                               | Trajecto                                           | Distância (km) | Vencedor                                  |
| --- | ------------------------------------ | -------------------------------------------------- | -------------- | ----------------------------------------- |
| 21  | Contrarrelógio por equipas feminina  | Ponferrada-Cacabelos-Ponferrada                    | 36,15          | Specialized-Lululemon · ( Estados Unidos) |
| 21  | Contrarrelógio por equipas masculina | Ponferrada-Villafranca del Bierzo-Ponferrada       | 57,10          | BMC Racing · ( Estados Unidos)            |
| 22  | Contrarrelógio sub-23 masculina      | Ponferrada-Cacabelos-Ponferrada                    | 36,15          | Campbell Flakemore · ( Austrália)         |
| 23  | Contrarrelógio feminina              | Ponferrada-Carracedo del Monasterio-Ponferrada     | 29,50          | Lisa Brennauer · ( Alemanha)              |
| 24  | Contrarrelógio masculina             | Ponferrada-Cacabelos-Embalse de Bárcena-Ponferrada | 47,10          | Bradley Wiggins · ( Reino Unido)          |
| 26  | Estrada sub-23 masculina             | Ponferrada-Ponferrada (circuito 10 voltas)         | 182            | Sven Erik Bystrøm · ( Noruega)            |
| 27  | Estrada feminina                     | Ponferrada-Ponferrada (circuito 7 voltas)          | 127,40         | Pauline Ferrand-Prévot · ( França)        |
| 28  | Estrada masculina                    | Ponferrada-Ponferrada (circuito 14 voltas)         | 254,8          | Michał Kwiatkowski · ( Polónia)           |

## Resultados

### Masculino
- Contrarrelógio individual

| Posto  | Ciclista        | País          | Tempo    |
| ------ | --------------- | ------------- | -------- |
| Ouro   | Bradley Wiggins | Reino Unido   | 56:25,52 |
| Prata  | Tony Martin     | Alemanha      | 56:51,75 |
| Bronze | Tom Dumoulin    | Países Baixos | 57:06,16 |

- Contrarrelógio por equipas

| Posto  | Ciclistas | País                                 | Tempo      |
| ------ | --- | ------------------------------------ | ---------- |
| Ouro   | Rohan Dennis ( Austrália) · Silvan Dillier ( Suíça ) · Daniel Oss ( Itália) · Manuel Quinziato ( Itália) · Tejay van Garderen ( Estados Unidos) · Peter Velits ( Eslováquia) | BMC Racing · ( Estados Unidos)       | 1:03:29,85 |
| Prata  | Luke Durbridge ( Austrália) · Michael Hepburn ( Austrália) · Damien Howson ( Austrália) · Brett Lancaster ( Austrália) · Jens Mouris ( Países Baixos) · Svein Tuft ( Canadá) | Orica GreenEDGE · ( Austrália)       | 1:04:01,69 |
| Bronze | Tom Boonen ( Bélgica) · Michał Kwiatkowski ( Polónia) · Tony Martin ( Alemanha) · Pieter Serry ( Bélgica) · Niki Terpstra ( Países Baixos) · Julien Vermote ( Bélgica)       | Omega Pharma-Quick Step · ( Bélgica) | 1:04:05,07 |

- Estrada

| Posto  | Ciclista           | País      | Tempo   |
| ------ | ------------------ | --------- | ------- |
| Ouro   | Michał Kwiatkowski | Polónia   | 6:29:07 |
| Prata  | Simon Gerrans      | Austrália | 6:29:08 |
| Bronze | Alejandro Valverde | Espanha   | 6:29:08 |

### Feminino
- Contrarrelógio individual

| Posto  | Ciclista       | País           | Tempo    |
| ------ | -------------- | -------------- | -------- |
| Ouro   | Lisa Brennauer | Alemanha       | 38:48,16 |
| Prata  | Hanna Solovei  | Ucrânia        | 39:06,84 |
| Bronze | Evelyn Stevens | Estados Unidos | 39:09,41 |

- Contrarrelógio por equipas

| Posto  | Ciclistas | País                                      | Tempo    |
| ------ | --- | ----------------------------------------- | -------- |
| Ouro   | Trixi Worrack ( Alemanha) · Lisa Brennauer ( Alemanha) · Chantal Blaak ( Países Baixos) · Evelyn Stevens ( Estados Unidos) · Carmen Small ( Estados Unidos) · Karol-Ann Canuel ( Canadá) | Specialized-Lululemon · ( Estados Unidos) | 43:33,35 |
| Prata  | Jessie Maclean ( Austrália) · Melissa Hoskins ( Austrália) · Emma Johansson ( Suécia) · Valentina Scandolara ( Itália) · Amanda Spratt ( Austrália) · Annette Edmondson ( Austrália)     | Orica-AIS · ( Austrália)                  | 44:50,91 |
| Bronze | Alison Tetrick ( Estados Unidos) · Silvia Valsecchi ( Itália) · Susanna Zorzi ( Itália) · Doris Schweizer ( Suíça ) · Simona Frapporti ( Itália) · Alena Amialiusik ( Bielorrússia)      | Astana Bepink · ( Itália)                 | 45:52,99 |

- Estrada

| Posto  | Ciclista               | País     | Tempo   |
| ------ | ---------------------- | -------- | ------- |
| Ouro   | Pauline Ferrand-Prévot | França   | 3:29:21 |
| Prata  | Lisa Brennauer         | Alemanha | 3:29:21 |
| Bronze | Emma Johansson         | Suécia   | 3:29:21 |

### Sub-23
- Contrarrelógio individual

| Posto  | Ciclista           | País      | Tempo    |
| ------ | ------------------ | --------- | -------- |
| Ouro   | Campbell Flakemore | Austrália | 43:49,94 |
| Prata  | Ryan Mullen        | Irlanda   | 43:50,42 |
| Bronze | Stefan Küng        | Suíça     | 43:59,16 |

- Estrada

| Posto  | Ciclista             | País      | Tempo   |
| ------ | -------------------- | --------- | ------- |
| Ouro   | Sven Erik Bystrøm    | Noruega   | 4:32:39 |
| Prata  | Caleb Ewan           | Austrália | 4:33:46 |
| Bronze | Kristoffer Skjerping | Noruega   | 4:33:46 |

## Medalheiro
| Evento | Ouro           | Prata | Bronze | Total |    |
| 1      | Estados Unidos | 2     | 0      | 1     | 3  |
| 2      | Austrália      | 1     | 4      | 0     | 5  |
| 3      | Alemanha       | 1     | 2      | 0     | 3  |
| 4      | Noruega        | 1     | 0      | 1     | 2  |
| 5      | França         | 1     | 0      | 0     | 1  |
| 5      | Reino Unido    | 1     | 0      | 0     | 1  |
| 5      | Polónia        | 1     | 0      | 0     | 1  |
| 8      | Irlanda        | 0     | 1      | 0     | 1  |
| 8      | Ucrânia        | 0     | 1      | 0     | 1  |
| 10     | Bélgica        | 0     | 0      | 1     | 1  |
| 10     | Espanha        | 0     | 0      | 1     | 1  |
| 10     | Itália         | 0     | 0      | 1     | 1  |
| 10     | Países Baixos  | 0     | 0      | 1     | 1  |
| 10     | Suécia         | 0     | 0      | 1     | 1  |
| 10     | Suíça          | 0     | 0      | 1     | 1  |
|        | TOTAL          | 8     | 8      | 8     | 24 |